# Website Meta Language
Website META Language o simplemente WML (no confundir con el lenguaje WML para creación de contenidos web en dispositivos móviles) es una herramienta libre para Unix utilizada para la generación de código HTML, distribuida bajo la GNU General Public License (GPL v2). Está escrita en ANSI C y Perl 5, y sus funcionalidades son ampliables gracias a estos lenguajes.
WML consiste en un frontend de control que corre por encima de nueve procedimientos secuenciales en un esquema orientado a la evisión secuencial que funcionan a manera de filtros. Cada programa de fondo provee de un lenguaje específico. WML también provee de un conjunfo de archivos de inclusión los cuales proveen características de más alto nivel.
Los nueve procesos de WML son:
1. ipp. Lectura del archivos fuente y expansión de las cabeceras Include.
2. mp4h. Construcción de expansión de macros HTML.
3. eperl. Construcción de expansión de programación Perl 5.
4. gm4. Construcción de expansión macro M4.
5. divert. Filtro de diversidad.
6. asubst. Substitución de cadenas y caracteres.
7. htmlfix. Compostura de HTML.
8. htmlstrip. Eliminación de líneas y composición de salida.
9. slice. Separación de salida y escritura final.

No es un software del tipo WYSIWYG, y a pesar de que no es trivial su entendimiento es una herramienta sumamente poderosa después de que se aprende a utilizar. No es adecuada para editar documentos HTML.
No obstante ser un proyecto abandonado por su autor original, actualmente sigue siendo una referencia como una alternativa libre para el desarrollo web. En julio de 2006 el desarrollo de la herramienta ha cobrado un nuevo impulso, no encabezado por su autor original, sino por parte de algunos miembros de la lista de discusión del software. Este nuevo impulso ha llevado a la creación de un CMS basado en WML, cuyo nombre es Latemp, pero que aún está en etapas muy tempranas de su desarrollo.
En agosto de 2006, la más reciente versión de WML fue liberada, después de 4 largos años de hibernación del proyecto.